# Stazione di Minami-Furuya
La stazione di Minami-Furuya (南古谷駅?, Minami-Furuya-eki) è una stazione ferroviaria situata nella città di Kawagoe della prefettura di Saitama in Giappone. La stazione è servita dalla linea Kawagoe della JR East e dista a 12,4 km dal capolinea di Ōmiya a Saitama.

## Storia
La stazione venne aperta il 22 luglio 1940. L'elettrificazione della linea è stata completata nel 1985, e da allora sulla linea circolano anche i treni della linea Saikyō prolungati fino a Kawagoe.

## Linee
JR East
■ Linea Kawagoe

## Struttura
La stazione è dotata di una banchina a isola e una laterale con tre binari passanti totali; sono presenti ascensori per l'accesso ai binari, biglietteria automatica e tornelli automatici con supporto alla bigliettazione elettronica Suica e compatibili.
| 1   | ■ Linea Kawagoe | per Kawagoe, Komagawa e, via ■ linea Hachikō, Higashi-Hannō e Hachiōji |
| 2-3 | ■ Linea Kawagoe | per Ōmiya, Ikebukuro, Shinjuku, Ōsaki e, via ■ linea Rinkai, Shin-Kiba |

## Stazioni adiacenti
| «            | Servizio                       | »            |
| Linea Saikyō | Linea Saikyō                   | Linea Saikyō |
| ------------ | ------------------------------ | ------------ |
| Kawagoe      | Locale Rapido Rapido pendolari | Sashiōgi     |